# لی سو را
لی سو را (انگلیسی: Lee So-ra؛ زادهٔ ۲۹ دسامبر ۱۹۶۹) موسیقی‌دان اهل کره جنوبی است.